# فابیو روشولی
فابیو روشولی (ایتالیایی: Fabio Roscioli؛ زادهٔ ۱۸ ژوئیهٔ ۱۹۶۵) دوچرخه‌سوار اهل ایتالیا است.

## باشگاهی
از باشگاه‌هایی که در آن رکاب زده‌است می‌توان به تیم دوچرخه‌سواری کاررا اشاره کرد.